# Elrod
Elrod és una concentració de població designada pel cens dels Estats Units a l'estat de Carolina del Nord. Segons el cens del 2000 tenia 441 habitants.

## Demografia
Segons el cens del 2000, Elrod tenia 441 habitants, 159 habitatges i 110 famílies. La densitat de població era de 32 habitants per km².
Dels 159 habitatges en un 38,4% hi vivien nens de menys de 18 anys, en un 44,7% hi vivien parelles casades, en un 18,9% dones solteres, i en un 30,8% no eren unitats familiars. En el 28,9% dels habitatges hi vivien persones soles el 12,6% de les quals corresponia a persones de 65 anys o més que vivien soles. El nombre mitjà de persones vivint en cada habitatge era de 2,77 i el nombre mitjà de persones que vivien en cada família era de 3,45.
Per edats la població es repartia de la següent manera: un 30,2% tenia menys de 18 anys, un 8,8% entre 18 i 24, un 28,6% entre 25 i 44, un 21,5% de 45 a 60 i un 10,9% 65 anys o més.
L'edat mediana era de 32 anys. Per cada 100 dones de 18 o més anys hi havia 83,3 homes.
La renda mediana per habitatge era de 18.125 $ i la renda mediana per família de 22.308 $. Els homes tenien una renda mediana de 20.625 $ mentre que les dones 19.125 $. La renda per capita de la població era de 10.079 $. Entorn del 27,8% de les famílies i el 39,5% de la població estaven per davall del llindar de pobresa.

## Poblacions més properes
El següent diagrama mostra les poblacions més properes.